# Fritz Kranz (Politiker)
Fritz Kranz (* 22. November 1888 in Landsberg an der Warthe; † 19. Dezember 1971 in Berlin) war ein deutscher Politiker (SPD) und Gewerkschaftsfunktionär.

## Leben
Fritz Kranz besuchte eine Volksschule und machte eine Lehre als Feinmechaniker. Er kam 1906 nach Berlin und trat dem Deutschen Metallarbeiter-Verband (DMV) bei, für den er in den folgenden Jahren eine Reihe Funktionen übernahm.
Kranz wurde Werkmeister bei Siemens. 1915 wurde er als Soldat eingezogen. Nach dem Ersten Weltkrieg trat Kranz 1919 der SPD bei und wurde im folgenden Jahr Betriebsrat bei der Firma Siemens, später sogar Vorsitzender des Betriebsrats. Bei der Berliner Wahl 1925 wurde Kranz in die Berliner Stadtverordnetenversammlung und die Bezirksversammlung im Bezirk Spandau gewählt, wo er ab 1929 Vorsteher der Bezirksversammlung war.
Nach der „Machtergreifung“ der Nationalsozialisten wurde Kranz im Zusammenhang mit dem SPD-Verbot am 22. Juni 1933 das Mandat als Stadt- und Bezirksverordneter entzogen. Er wurde verhaftet und für sechs Monate in „Schutzhaft“ genommen. Der genaue Haftort ist bis heute nicht bekannt. Im Zuge der „Aktion Gitter“ 1944 wurde er Ende August 1944 erneut festgenommen und bis zum 8. September 1944 im KZ Sachsenhausen inhaftiert.

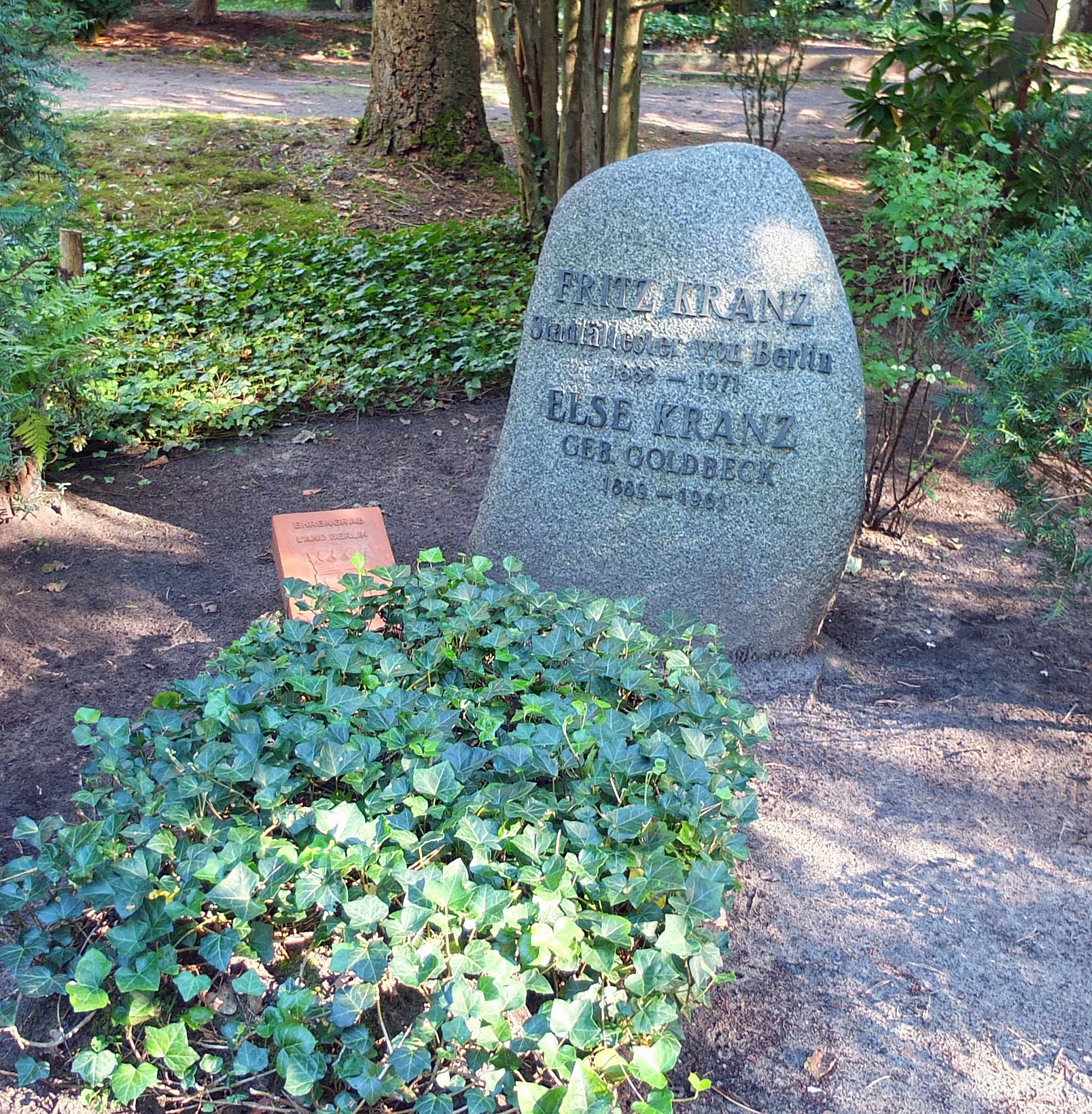
Ehrengrab von Fritz Kranz

Nach dem Ende des Zweiten Weltkrieges beteiligte sich Kranz auf kommunalpolitischer Ebene am Wiederaufbau. Er trat wieder in die SPD ein. Kranz arbeitete im Bezirksamt Berlin-Spandau, zunächst in der Wirtschafts-, später in der Personal- und Verwaltungsabteilung. Kranz wurde im Oktober 1946 wieder in die Bezirksverordnetenversammlung von Berlin-Spandau gewählt, der er bis 1950 vorstand. Da Georg Ramin im April 1951 zum Bezirksstadtrat gewählt wurde, rückte Kranz in das Abgeordnetenhaus von Berlin nach. Zugleich übernahm er bis 1955 die Direktion des Bezirksamtes von Berlin-Spandau. 1962 ging Kranz in Pension. Allerdings blieb er weiterhin auf Bezirksebene politisch aktiv.

## Ehrungen
Anlässlich seines 70. Geburtstages wurde Kranz 1958 als Stadtältester von Berlin geehrt.
Nach seinem Tod erhielt er ein Ehrengrab im Spandauer Friedhof „In den Kisseln“ (Bürgermeisterfeld 9/10)